# Kowiesy
Kowiesy è un comune rurale polacco del distretto di Skierniewice, nel voivodato di Łódź.
Ricopre una superficie di 85,63 km² e nel 2004 contava 3 061 abitanti.